# Rivalba
Rivalba és un comune (municipi) de la ciutat metropolitana de Torí, a la regió italiana del Piemont, situat a uns 15 quilòmetres al nord-est de Torí. A 1 de gener de 2019 la seva població era de 1.153 habitants.
Rivalba limita amb els següents municipis: Castagneto Po, San Raffaele Cimena, Gassino Torinese, Casalborgone, Sciolze i Cinzano.

## Ciutats agermanades
- Els Hostalets de Pierola, Catalunya